# Law & Order: Legacies
Law & Order: Legacies is een episodisch point-and-click adventure van Telltale Games bestaande uit zeven delen. De eerste episode verscheen in december 2011, de laatste in maart 2012. Het spel is gebaseerd op de Law & Order-franchise en bevat personages die ook in de televisieserie voorkomen waaronder Rey Curtis, Lennie Briscoe, Anita Van Buren, Abbie Carmichael, Jack McCoy, Mike Logan, Michael Cutter, Adam Schiff en Olivia Benson. Net zoals in de reeks bestaat het spel enerzijds uit het politieonderzoek en anderzijds uit de rechtszaak.

## Episodes
Law and Order: Legacies bestaat uit volgende episodes.
| Episode | Uitgebracht op                                           |  |
| --- | -------------------------------------------------------- |  |
| |                                                          |  |
| Episode 1: Revenge | 22 december 22 2011 (iOS) 24 januari 2012 (Windows/OS X) |  |
| Korte inhoud: Detective Rey Curtis onderzoekt de moord op een kamermeisje van een vijf sterrenhotel. Hij krijgt daarbij hulp van Olivia Bensen van de "Special Victims Unit". |                                                          |  |
| |                                                          |  |
| Episode 2: Home to Roost | 22 december 22 2011 (iOS) 24 januari 2012 (Windows/OS X) |  |
| Korte inhoud: Rey Curtis en Lennie Briscoe onderzoeken een lijk met een diepe snijwonde aan de dij.                                                                           |                                                          |  |
| |                                                          |  |
| Episode 3: Killer Smart | 6 januari 2012 (iOS) 24 januari 2012 (Windows/OS X)      |  |
| Korte inhoud: Detective Mike Logan onderzoekt een zaak waar heel wat lijken werden gevonden op Long Island.                                                                   |                                                          |  |
| |                                                          |  |
| Episode 4: Nobody's Child | 20 januari 2012 (iOS) 18 februari 2012 (Windows/OS X)    |  |
| Korte inhoud: Op oudjaar wordt een jonge gehavende man in een achtersteegje dood aangetroffen.                                                                                |                                                          |  |
| |                                                          |  |
| Episode 5: Ear Witness | 9 februari 2012 (iOS) 18 februari 2012 (Windows/OS X)    |  |
| Korte inhoud: De enige getuige van een vermoorde vrouw is haar blinde zoon. Hij kan de moordenaar enkel herkennen aan zijn stem.                                              |                                                          |  |
| |                                                          |  |
| Episode 6: Side Effects | 25 februari 2012 (iOS) 29 maart 2012 (Windows/OS X)      |  |
| Korte inhoud: Een moord in een universiteit brengt een groot, duister geheim aan het licht dat al jaren door de ouders en de studenten wordt verzwegen.                       |                                                          |  |
| |                                                          |  |
| Episode 7: Resolution | 26 maart 2012 (iOS) 29 maart 2012 (Windows/OS X)         |  |
| Korte inhoud: In alle voorgaande zaken komt een bepaalde verdachte steeds terug. Hij wordt nu ontmaskerd en veroordeeld.                                                      |                                                          |  |

## Trivia
- Het spel zou oorspronkelijk Law & Order: Los Angeles heten[3]